# 琴泰岬
琴泰岬（英語：Mull of Kintyre）是英國蘇格蘭西南部琴泰岬半島先端的一個海岬。在這裡可以眺望對岸的愛爾蘭島。距離琴泰岬最近的主要城市是坎貝爾城。1977年，羽翼合唱團發表了一首名為「琴泰岬」的歌曲，這首歌在英國奪得排行榜首位，琴泰岬也因此聲名大噪。